# アキメヒシバ
アキメヒシバ Digitaria violascens Link 1827. は、イネ科の雑草の1つ。メヒシバによく似ているが、茎が這うことはなく、また小穂が丸っこくて短い。

## 特徴
1年生の草本。茎は基部が斜めに伸び、多くの枝を出して株立ちになる。株元から数本の茎が地面に寝て伸びるが、茎の節から根を下ろして定着するようなことは少ない。草丈は20～50cmに達する。葉身は平らで普通は毛がなく、長さは4～14cm、幅は5～8mmで緑色。葉鞘は左右から扁平で背面には竜骨があり、口部の付近には疎らに長い毛がある。葉舌は薄い膜質で高さ1～1.5mm、僅かに褐色を帯びる。
花期は8～10月。花茎は長く抜け出して伸び、その先端付近に4～10本の小穂をつける枝(総)を出す。個々の総は長さ4～10cmで、その基部はそれぞれに僅かずつずれてはいるが大まかには掌状に出る。総の軸は幅1mm足らず、その縁はざらつき、顕微鏡下では細かくて鋭い刺針が並んでいるのが見える。小穂はその下面に2列に並んでつく。小穂は柄の長いものと短いものが対をなしてついており、いずれも花軸に密着して並んでいる。
小穂は概形が長楕円形で長さは1.5～2mm、淡緑色だが時に赤紫色に色づく。第1包頴は退化してほとんどなくなっており、第2包頴は小穂全体と同じ長さかやや短く、3脈がある。第1小花は不稔で、その護頴は最大で7本の脈があり、全面に微少な毛があり、毛は細くてやや縮れる。第2小花は稔性で、その護頴は脈は明らかでなく、革質でやや光沢があり、両側の縁は深く折れ曲がって内頴と小花を包み込む。果実は熟すと褐色になり、護頴と内頴に包まれたままに脱落する。
和名は秋メヒシバの意味で、本種が秋になってから穂を出すことに依る。

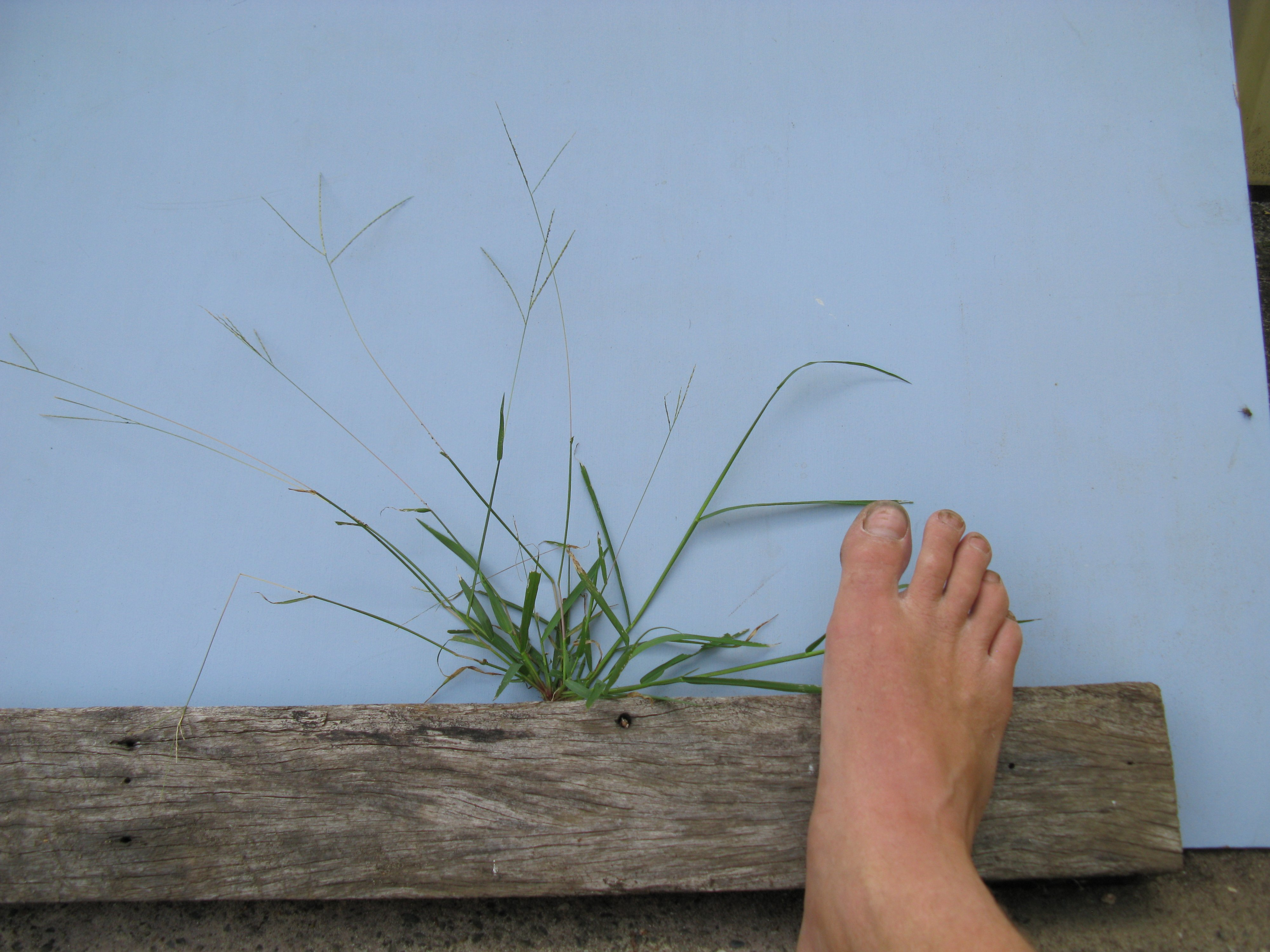
全草の形
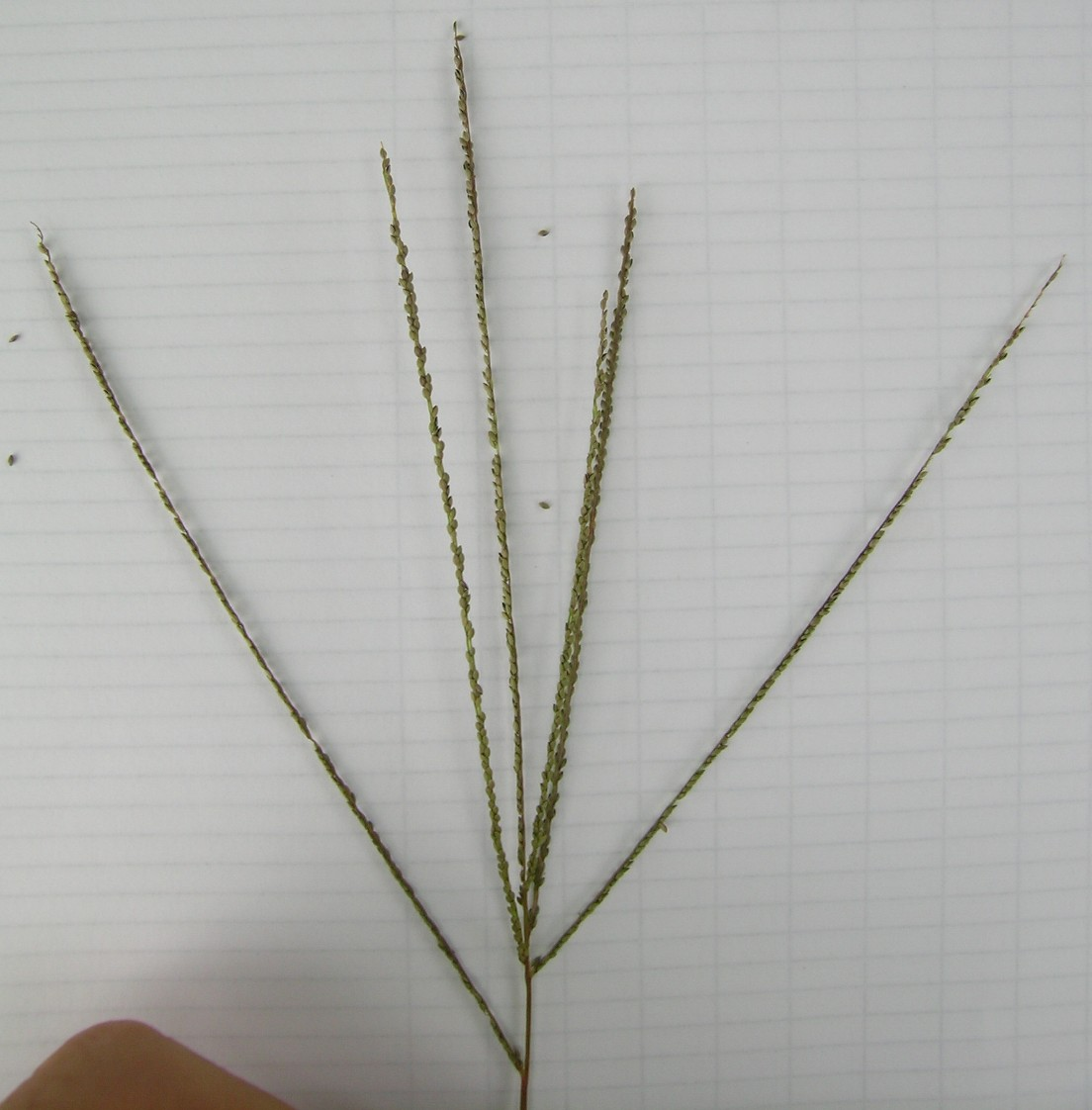
穂の様子
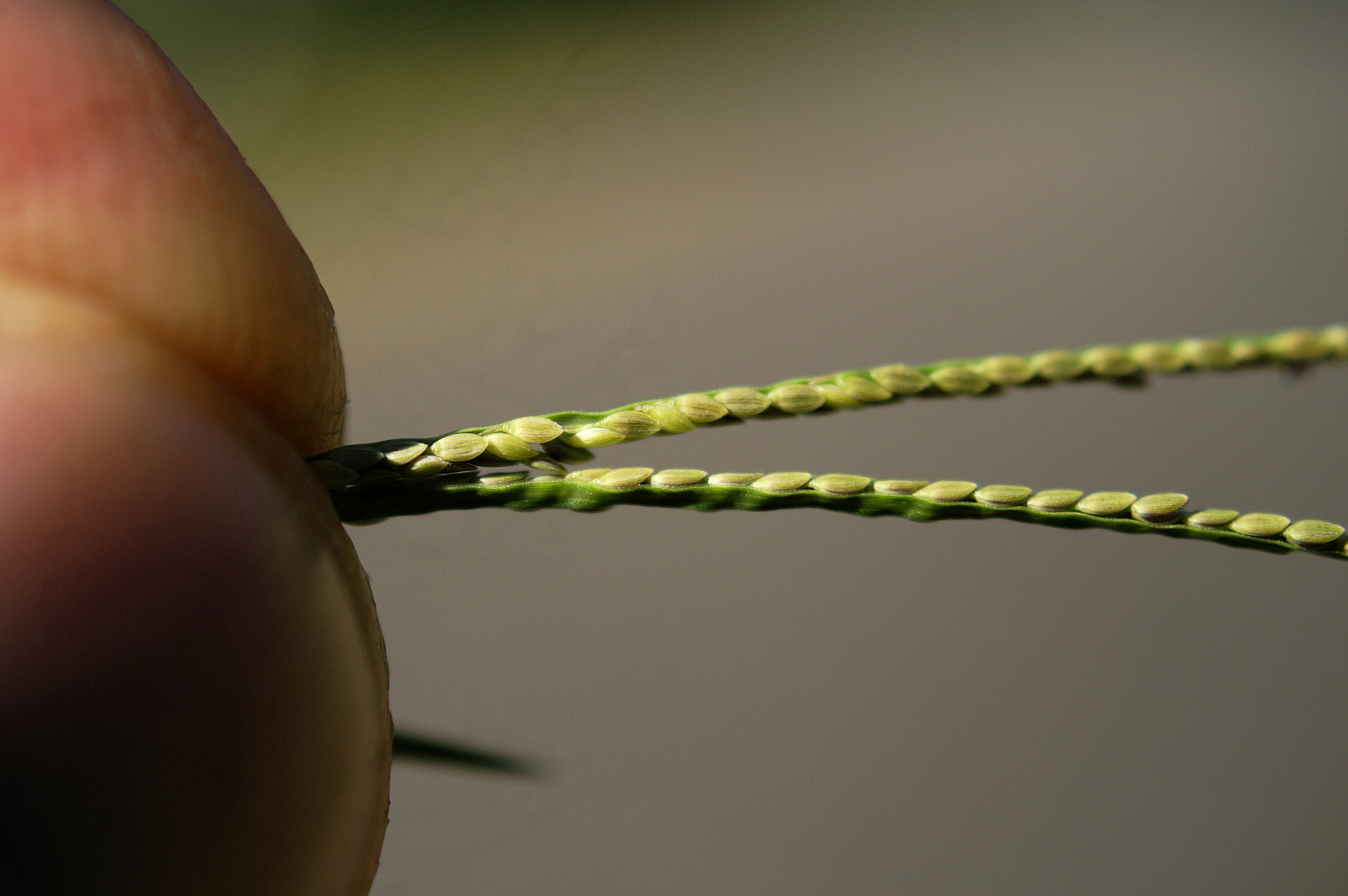
総の拡大像
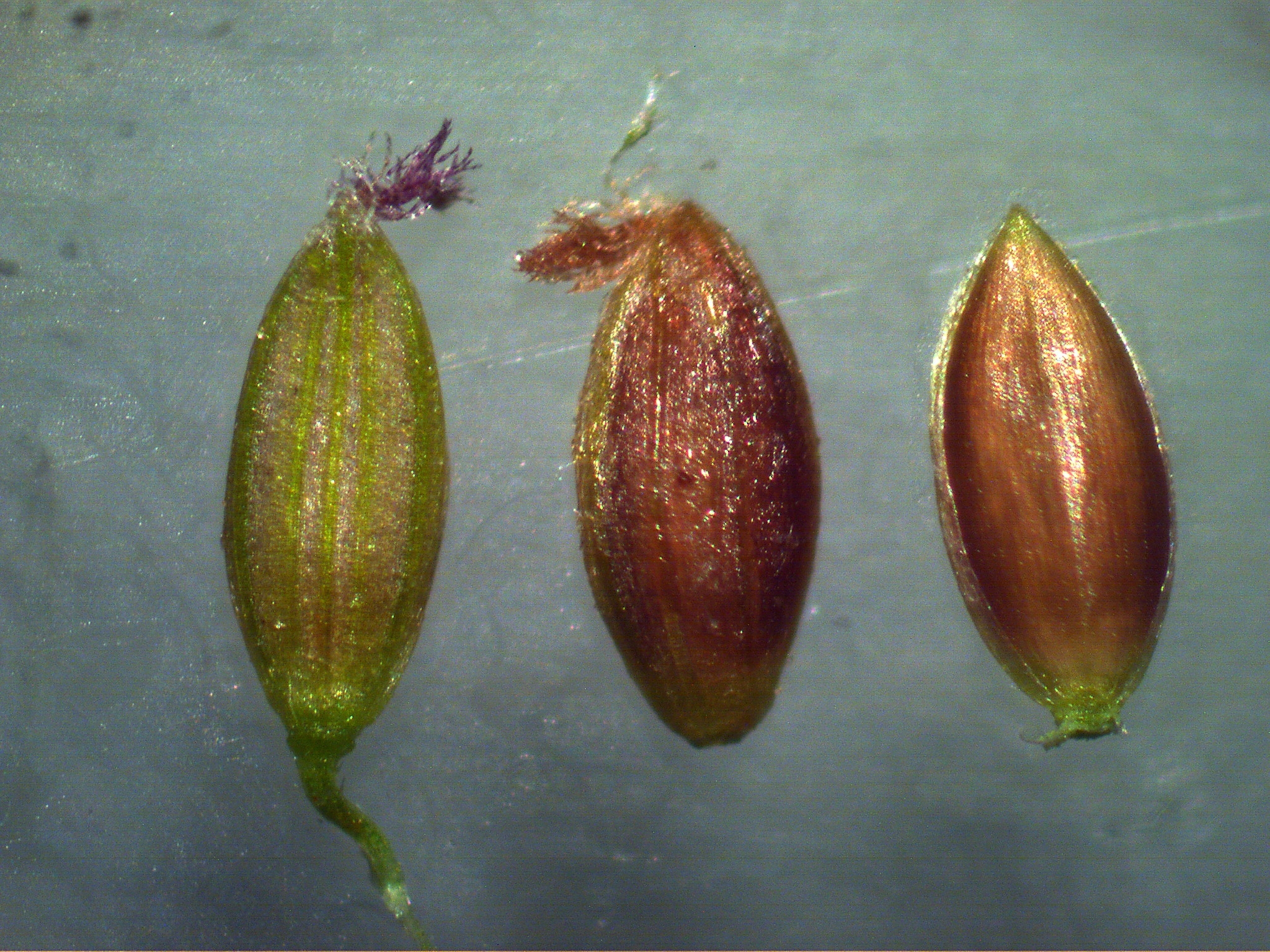
小穂の拡大像

## 分布と生育環境
日本では全土に分布し、国外では朝鮮半島と中国に分布し、また南アメリカに帰化している。ただし長田(1993)では本種の分布は日本国外では朝鮮、中国からアジア、オーストラリア、アメリカ大陸に渡り、タイプ産地はブラジルとのこと。
低地の草地に生える。農耕地、年の荒れ地、道ばたなどどこにでも生える。

## 分類・類似種など
メヒシバ属は世界の暖地に100種以上が知られており、日本には10種ほどが知られている。最も広く知られているメヒシバ D. ciliaris は茎の基部が地表を這い、節毎に根を下ろして広がるのに対して、本種ではそのようなことがなくて多少斜めに伸びても纏まった株になるので遠目にも見分けがつく。
より正確には小穂を見ればよく、本種の小穂は長楕円形で長さ1.5～2mmであるのに対して、メヒシバでは披針形で長さ2.5～3mmであり、メヒシバの方が小穂が長くて尖っており、その長さには2倍程度の差があるので簡単に見分けがつく。やはり普通種のコメヒシバ D. radicosa もこれらの特徴ではメヒシバとほぼ同じである。

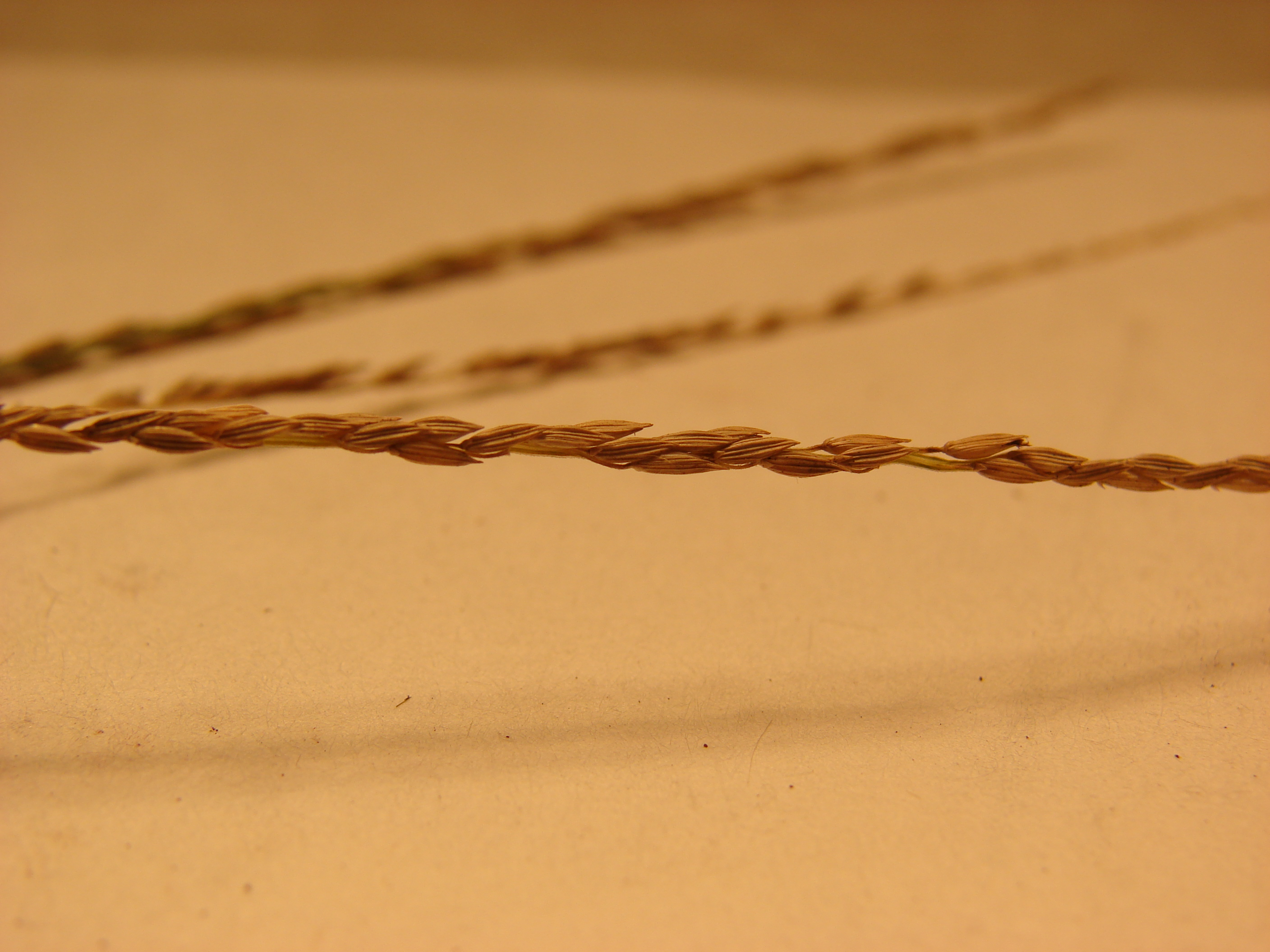
メヒシバの総
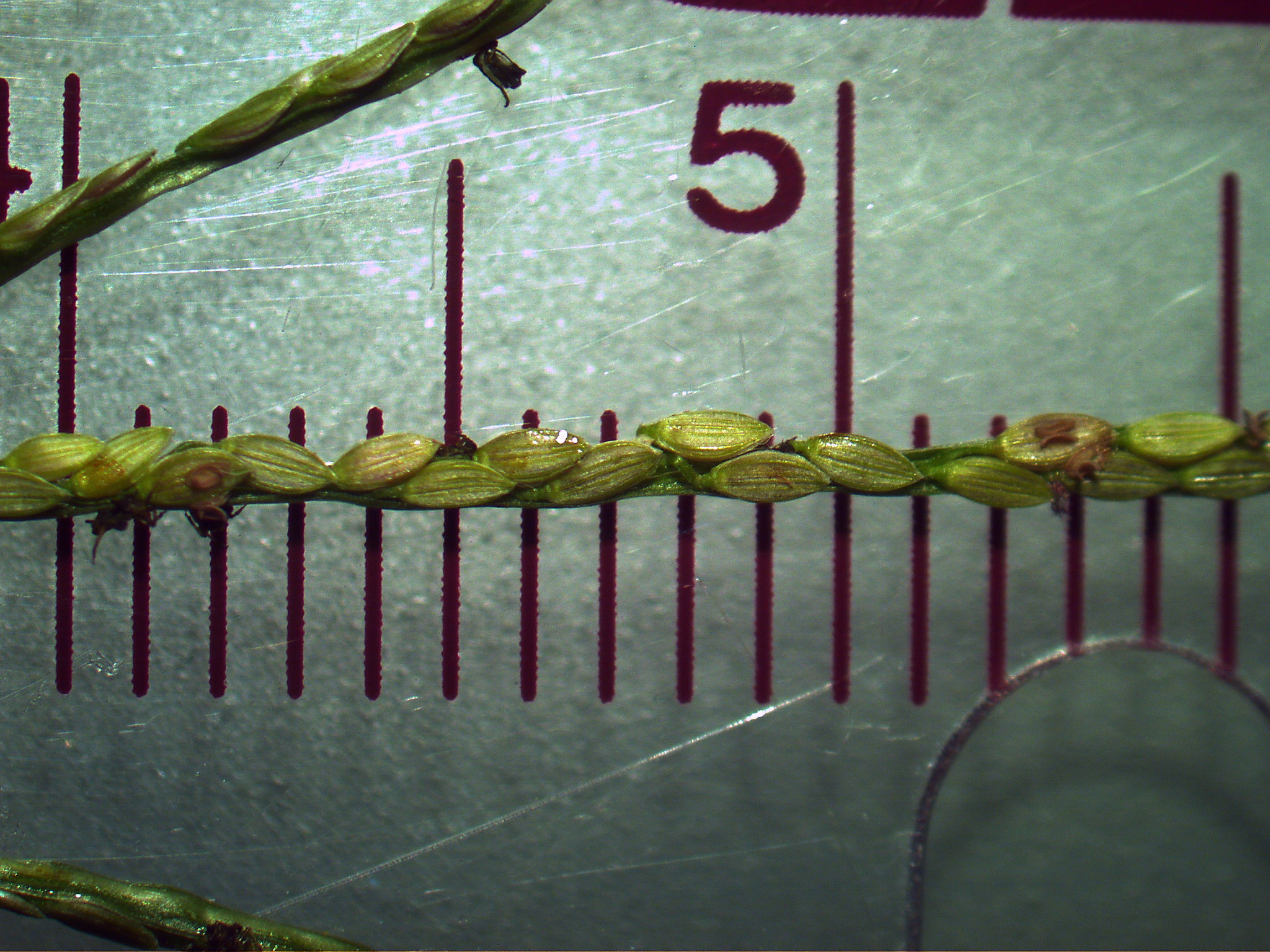
本種の総

キタメヒシバ D. ischaemum は北半球の温帯域に広く分布するもので日本では北海道と本州から記録があるが多くない。この種は小穂の形なども本種と似ており、判別がやや難しい。区別点としては以下の点がある。
- 本種の小穂は長さ1.5～2mm、キタは1.4～2.5mm。
- 本種は小穂の上面がやや平坦で、キタはやや膨らんでいる。
- 頴の毛がキタではその先端が棍棒状に膨らむが、本種ではそのようなことはない。

また長田(1993)は本種では第1包頴が消失しているが、キタでは小さいながら認められる、としている。
また琉球列島にはイトメヒシバ D. leptalea とビロードメヒシバ D. mollicoma があり、この2種も本種のようにメヒシバほど細長くない小穂をつけるが、これらは総が2～3本しか出ず、その長さも6cm程度とされる。

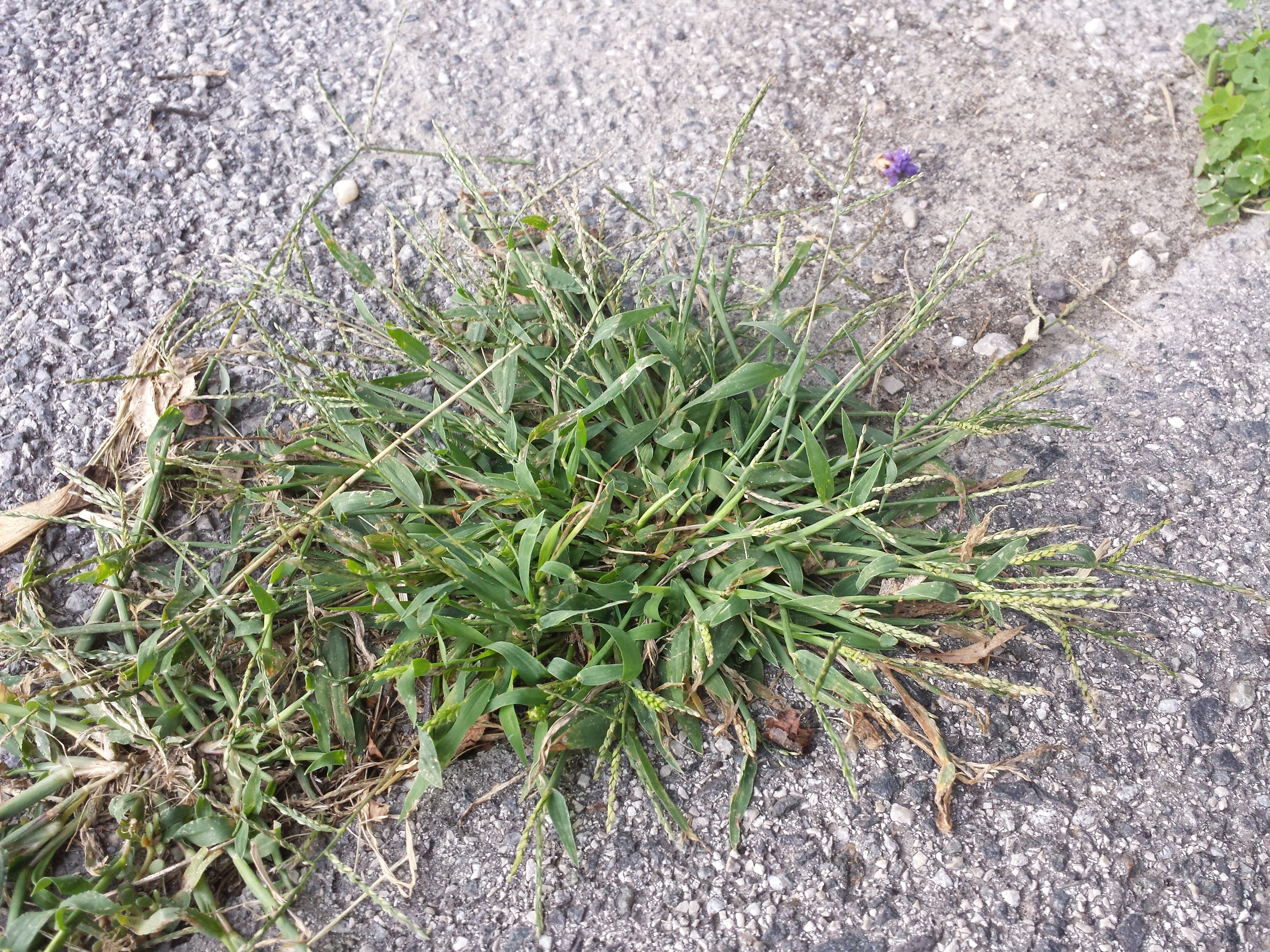
キタメヒシバ・全体
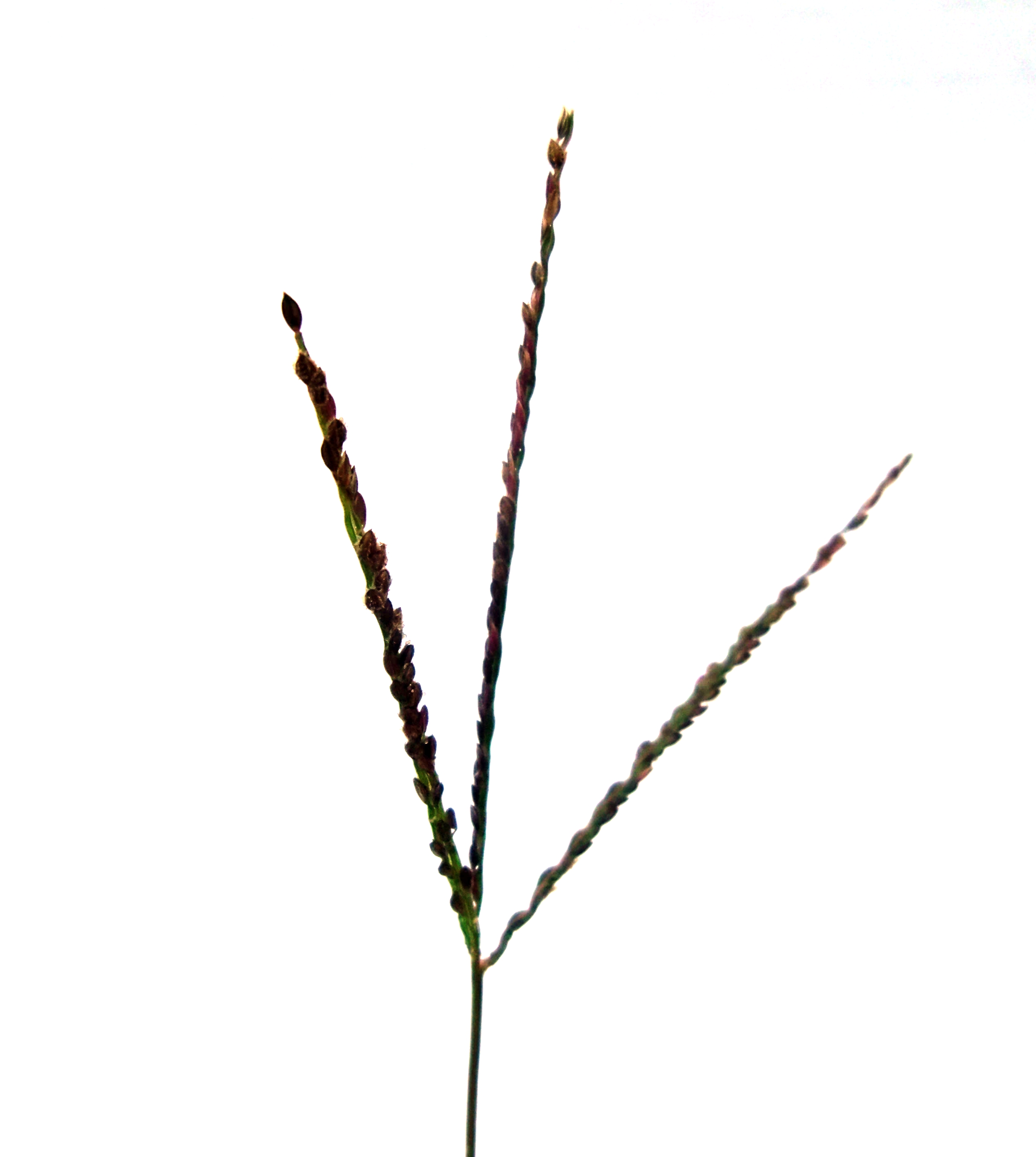
同・穂

## 利害
いわゆる雑草の1つであり、畑地にも普通に出現する。ただしメヒシバのように匍匐して広く地表を覆うような繁茂の仕方はしない。